# Wilhelm Auerswald

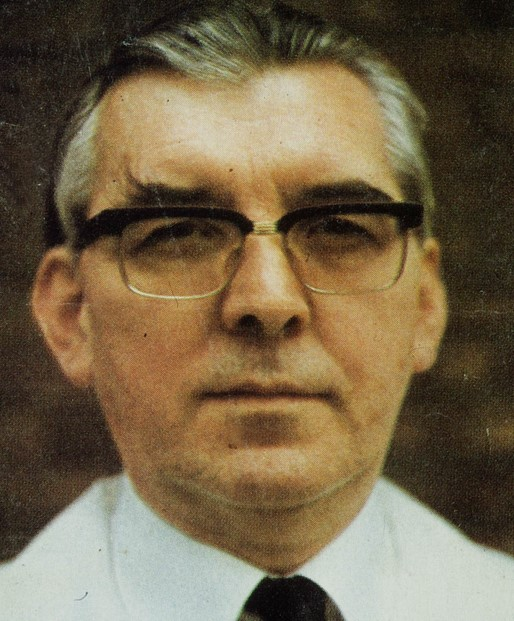
Wilhelm Auerswald

Wilhelm Auerswald (* 11. Mai 1917 in Wien; † 19. Oktober 1981 in Wien) war ein österreichischer Physiologe und Hochschullehrer.

## Leben und Wirken
Auerswald machte im Jahr 1935 am Schottengymnasium die Matura und promovierte 1940 nach dem Medizinstudium an der Universität Wien.

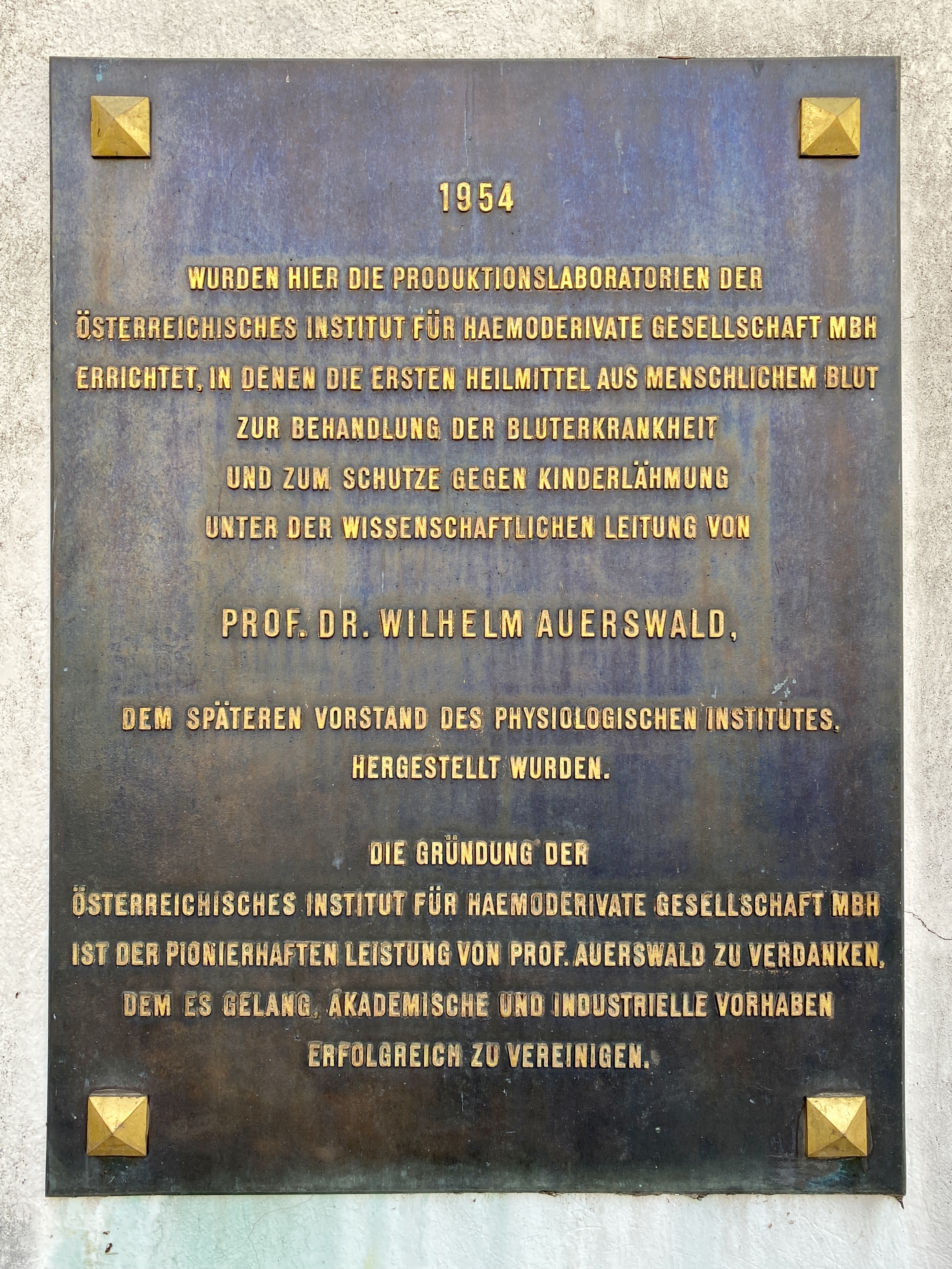
Gedenktafel für Wilhelm Auerswald im Physiologischen Institut

Ab 1945 übernahm Auerswald die provisorische Leitung des Physiologischen Institutes, nachdem er bereits 1944 Assistent wurde. Ab 1958 war er a.o. Universitätsprofessor und ab 1968 ordentlicher Professor. Gleichzeitig wurde er auch Institutsvorstand und damit Nachfolger von Gustav Schubert.
Im Jahr 1970 wurde er Mitglied der Akademie der Wissenschaften. Zehn Jahre später wurde er Dekan der medizinischen Fakultät in Wien.
In seinen wissenschaftlichen Arbeiten befasste er sich mit Physiologie und Pathologie der Bluteiweißkörper, Ernährung, Thrombose, Arteriosklerose, Raumfahrts- und Arbeitsphysiologie.
Neben seinen Tätigkeiten an der Universität war er noch Mitglied des obersten Sanitätsrats. In der Gesellschaft der Ärzte in Wien war er Bibliothekar ebenso wie Präsident der Österreichischen Physiologischen  Gesellschaft oder der Österreichischen Gesellschaft für Ernährungsforschung. Bei der American Medical Society of Vienna war er Vizepräsident. Wesentlich war auch seine Beteiligung an der Entwicklung und Herstellung von Blutderivaten bei der früheren Firma Immuno AG.
Nachdem er am 19. Oktober 1981 morgens an seinem Arbeitstisch im Physiologischen Institut verstarb, wurde er am Grinzinger Friedhof bestattet.

## Würdigung
Die Gesellschaft der Ärzte in Wien vergibt jährlich den Wilhelm-Auerswald-Preis für die beste Dissertation, später Doktorarbeit an einer österreichischen medizinischen Fakultät.